# 2013 Idol Star Olympics Championships
2013 Idol Star Olympics Championships (kor. 아이돌 스타 올림픽) – siódma edycja ISAC. Zawody odbyły się 3 września 2013 roku Goyang Gymnasium w Goyang (Korea Południowa). Były transmitowane przez stację MBC 19 i 20 września 2013 roku. Ponad 160 zawodników podzielonych na 5 drużyn konkurowało ze sobą w 10 konkurencjach.

## Zawodnicy
- Drużyna A: 2AM, Miss A, Rainbow, Teen Top, A-JAX, 100%, B1A4, TAHITI
- Drużyna B: Infinite, Girl’s Day, Henry Lau, Exo, Dal Shabet, AOA, Tasty
- Drużyna C: ZE:A, Jewelry, Nine Muses, U-KISS, VIXX, SPICA
- Drużyna D: MBLAQ, BEAST, Roh Ji-hoon, SECRET, Apink, 4minute, BTOB, B.A.P, Hello Venus
- Drużyna E: Son Jin-young, Shorry J, Kim Kyung-jin, Gu Ja-myung, MYNAME, BIGSTAR, MR.MR, PURE, Rhythm Power, Led Apple, Boys Republic, NU’EST, M.pire, K-Hunter, Ladies' Code, Bestie, Chocolat, Big Star, Crayon Pop, F-VE DOLLS, EXID, WASSUP, Tiny-G, Skarf

## Zwycięzcy

### Mężczyźni

#### Lekkoatletyka
| Konkurencja             | złoto                                                                        | złoto   | srebro                                                                           | srebro               | brąz                                                                       | brąz    |
| ----------------------- | ---------------------------------------------------------------------------- | ------- | -------------------------------------------------------------------------------- | -------------------- | -------------------------------------------------------------------------- | ------- |
| 100 metrów              | Drużyna A Sanghoon (100%)                                                    |         | Drużyna D Lee Min-hyuk (BTOB)                                                    |                      | Drużyna B Hoya (INFINITE)                                                  |         |
| Sztafeta 4 × 100 metrów | Drużyna B L (INFINITE) Woohyun (INFINITE) Dongwoo (INFINITE) Hoya (INFINITE) | 52,02 s | Drużyna A Ricky (Teen Top) Chunji (Teen Top) C.A.P (Teen Top) Changjo (Teen Top) | 52,42 s              | Drużyna D Yongguk (B.A.P) Daehyun (B.A.P) Jong Up (B.A.P) Youngjae (B.A.P) | 53,70 s |
| Skok wzwyż              | Drużyna D Lee Min-hyuk (BTOB)                                                | 1,7 m   | Drużyna A Niel (Teen Top)                                                        | 1,7 m (2. podejście) | Drużyna D Yook Sung-jae (BTOB) Jong Up (B.A.P)                             | 1,65 m  |

#### Łucznictwo
| Konkurencja              | złoto                                                | srebro                                                  | brąz                          |
| ------------------------ | ---------------------------------------------------- | ------------------------------------------------------- | ----------------------------- |
| Łucznictwo Drużyna męska | Drużyna A Gongchan (B1A4) Jinyoung (B1A4) CNU (B1A4) | Drużyna D Mir (MBLAQ) Seungho (MBLAQ) Cheondung (MBLAQ) | Drużyna C Kim Dong-jun (ZE:A) |

### Futsal
| Konkurencja | złoto     | srebro    | brąz      |
| ----------- | --------- | --------- | --------- |
| Futsal      | Drużyna D | Drużyna A | Drużyna C |

### Kobiety

#### Lekkoatletyka
| Konkurencja             | złoto                                                                   | złoto     | srebro                                                                                 | srebro    | brąz                                                                               | brąz      |
| ----------------------- | ----------------------------------------------------------------------- | --------- | -------------------------------------------------------------------------------------- | --------- | ---------------------------------------------------------------------------------- | --------- |
| 100 metrów              | Drużyna B Gaeun (Dal Shabet)                                            | b.d.      | Drużyna E Sujin (WASSUP)                                                               | b.d.      | Drużyna A Jisoo (TAHITI)                                                           | b.d.      |
| Sztafeta 4 × 50 metrów  | Drużyna B Chanmi (AOA) Mina (AOA) Jimin (AOA) Choa (AOA)                | 51,05 s   | Drużyna C Juhyun (SPICA) Bohyung (SPICA) Narae (SPICA) Jiwon (SPICA)                   | 53,10 s   | Drużyna D Bomi (A Pink) Naeun (A Pink) Hayoung (A Pink) Namjoo (A Pink)            | 53,36 s   |
| Sztafeta 4 × 100 metrów | Drużyna D Bomi (A Pink) Hayoung (A Pink) Naeun (A Pink) Namjoo (A Pink) | 1:11,30 s | Drużyna B Gaeun (Dal Shabet) Jiyul (Dal Shabet) Woohee (Dal Shabet) Serri (Dal Shabet) | 1:11,87 s | Drużyna A Jaekyung (RAINBOW) Woori (RAINBOW) Seungah (RAINBOW) Hyunyoung (RAINBOW) | 1:13,47 s |
| Skok wzwyż              | Drużyna A Jia (Miss A)                                                  | 1,2 m     | Drużyna A Woori (RAINBOW)                                                              | 1,15 m    | Drużyna A Fei (Miss A)                                                             | 1,0 m     |

#### Łucznictwo
| Konkurencja                | złoto                                                         | srebro                                                             | brąz               |
| -------------------------- | ------------------------------------------------------------- | ------------------------------------------------------------------ | ------------------ |
| Łucznictwo Drużyna kobieca | Drużyna A Yoonhye (RAINBOW) Woor (RAINBOW) Jaekyung (RAINBOW) | Drużyna B Hyeri (Girl’s Day) Minah (Girl’s Day) Sojin (Girl’s Day) | Drużyna D (SECRET) |

## Klasyfikacja
| Pozycja | Drużyna   | Złoto | Srebro | Brąz | Razem |
| ------- | --------- | ----- | ------ | ---- | ----- |
| 1       | Drużyna A | 4     | 4      | 3    | 11    |
| 2       | Drużyna D | 3     | 2      | 4    | 9     |
| 3       | Drużyna B | 3     | 2      | 1    | 6     |
| 4       | Drużyna C | 0     | 1      | 2    | 3     |
| 5       | Drużyna E | 0     | 1      | 0    | 1     |

## Oglądalność
| No. | Data emisji | TNmS | TNmS  | AGB Nielsen | AGB Nielsen |
| No. | Data emisji | Kraj | Seul  | Kraj        | Seul        |
| --- | ----------- | ---- | ----- | ----------- | ----------- |
| 1   | 2013.09.19  | 9,0% | 10,3% | 9,3%        | 10,1%       |
| 2   | 2013.09.20  | 8,2% | 9,0%  | 8,1%        | 8,8%        |